# テディ・ゴー!
『テディ・ゴー!』は、加藤実秋による推理小説シリーズ「テディシリーズ」第2作のタイトル。また、同シリーズの第1作『アー・ユー・テディ?』を原作とし、フジテレビ制作により、フジテレビの土ドラ枠にて2015年10月10日から10月31日まで放送された日本のテレビドラマ。

## あらすじ
ある日、フリーター・山瀬和子は、着ぐるみのアルバイト中にフラれた彼氏が別の女といる現場に遭遇して逆上してしまいアルバイトを辞めさせられる。精神的にボロボロになっていた中、一目惚れしたクマの編みぐるみを射的で射止めて帰るが、クマが突然言葉をしゃべり始める。実は、その編みぐるみには、ある殺人事件の捜査を追って殉職した刑事・天野康雄の魂が宿っていたのだった。2人は、天野が生前追っていた事件の真相究明に乗り出す。

## 登場人物
山瀬 和子〈23〉
演 - 森川葵
本作の主人公。大学卒業後、就職に失敗してフリーターになった。素直だが、根気がなくアルバイトが長続きしない。将来の夢は雑貨店を開くこと。
クマ / 天野 康雄〈55〉
演 - 哀川翔
殉職した刑事。享年55歳。ある事件を追っていた最中に何者かに殺された。その後、クマのぬいぐるみ（あみぐるみ）に魂が宿る。康雄の声は和子にしか聞こえない。鏡やガラスに映ると和子にだけ康雄の身体が見える。愛称「やっさん」。
冬野 唯志〈30〉
演 - 平岡祐太
刑事。康雄の後輩でバディ。
大橋 正〈39〉
演 - 松尾諭
学習塾「高井塾」の国語講師。
住吉 浩介〈27〉
演 - 小柳友
学習塾「高井塾」の英語講師。
古谷 政則〈43〉
演 - 六角慎司
学習塾「高井塾」の数学講師。
高井 陸〈4〉
演 - 五十嵐陽向
学習塾「高井塾」塾長の息子で、海で無くしたクマのぬいぐるみ（あみぐるみ）の持ち主。
天野 杏〈16〉
演 - 永野芽郁
康雄の娘。
白石 沙樹〈16〉
演 - MOMOKO
陸と同じ病院に入院している女の子。
山瀬 厚子〈52〉
演 - 峯村リエ
和子の母。

## スタッフ
- 原作 - 加藤実秋『アー・ユー・テディ?』（PHP文芸文庫）
- 脚本 - 大北はるか、阿久津朋子
- 技術プロデュース - 小椋真人、長田崇
- 撮影 - 大野勝之
- 映像 - 小幡成樹
- 照明 - 桑原伸也
- 音声 - 谷部剛
- 編集 - 平賀雄貴
- 音響効果 - 出口展絵
- ライン編集 - 杉山英希
- MA - 蜂谷博
- サウンドデザイン - 近藤隆史
- 編集デスク - 長谷川美和
- 美術プロデュース - 佐々木淳子
- 大道具 - 浅見大
- デザイン - 武田紗代子
- 装飾 - 氏家智雄
- 美術進行 - 野宮昌志
- 小道具印刷 - 石橋誉礼
- 持道具 - 清家正文

- 植木装飾 - 後藤健
- 衣裳 - 横山貴香
- VFX - 小林一博
- メイク - 外山隼人
- 編みぐるみ制作 - いちかわみゆき
- 広報 - 清田美智子
- スチール - 中川護
- ホームページ - 伏見香織
- スタント - 髙橋昌志
- 営業推進 - 増子知希
- 構成協力 - 藍田創
- 記録 - 堤眞理子
- 制作担当 - 関尚人
- プロデュース補 - 木村理恵子
- 制作主任 - 勝井寛敏
- 協力プロデュース - 関口周平
- 演出補 - 田中峰弥
- プロデュース - 高田雄貴
- 演出 - 西坂瑞城、田中峰弥
- 主題歌 - チームしゃちほこ「ちぐはぐ・ランナーズ・ハイ」[2]

## 放送日程
| 各話   | 放送日         | サブタイトル     | 脚本       | 演出     |
| ------ | -------------- | ---------------- | ---------- | -------- |
| 第1話  | 10月10日       | クマに謎のオヤジ | 阿久津朋子 | 西坂瑞城 |
| 第2話  | 10月17日       | クマ最大のピンチ | 大北はるか | 西坂瑞城 |
| 第3話  | 10月25日（日） | クマ最後の約束   | 阿久津朋子 | 田中峰弥 |
| 最終話 | 10月31日       | さよならクマ刑事 | 大北はるか | 西坂瑞城 |